# Стшалковиці
Стшалковиці (пол. Strzałkowice, нім. Schützendorf) — село в Польщі, у гміні Руя Легницького повіту Нижньосілезького воєводства.
Населення — 105 осіб (2011).
У 1975-1998 роках село належало до Легницького воєводства.

## Демографія
Демографічна структура станом на 31 березня 2011 року:
|          | Загалом | Допрацездатний вік | Працездатний вік | Постпрацездатний вік |
| -------- | ------- | ------------------ | ---------------- | -------------------- |
| Чоловіки | 62      | 18                 | 37               | 7                    |
| Жінки    | 43      | 5                  | 26               | 12                   |
| Разом    | 105     | 23                 | 63               | 19                   |